# Teodor Kuczyński
Teodor Kuczyński herbu Ślepowron (ur. 1 listopada 1803 w Domanowie, zm. 14 września 1865 w Łęczycy) – oficer w powstaniu listopadowym. Syn Jana Kuczyńskiego i Marianny z Kiełczewskich, brat Karola Kuczyńskiego.
Uczył się w Korpusie Kadetów w Kaliszu. 31 marca 1825 r. wszedł do armii Królestwa Polskiego do 2 pułku jako podoficer. 25 września 1825 r. otrzymał prawo noszenia feldcechu srebrnego. 20 października 1827 r. był podoficerem 3 kompanii batalionu pociągu, przydzielonej do 2 ppl. W powstaniu listopadowym podporucznik, przydzielony do korpusu Dwernickiego, bił się pod Boremlem. 27 kwietnia 1831 r. przeszedł do Galicji, gdzie został internowany przez Austriaków, jednak zbiegł do Królestwa. Należał do korpusu Giełguda, z którym 13 lipca 1831 r. przeszedł do Prus, 24 lipca 1831 r. w stopniu porucznika. Wrócił do Królestwa 1 września 1831 r. i stawił się przed KRW, odnawiając przysięgę carowi.
W dniu 4 lipca 1836 r. wziął w Warszawie ślub z Adelą Marią Luizą Chavet de la Perriere. 25 października 1837 r. pełnił funkcję kontrolera handlu miasta Szadek. 6 stycznia 1839 r. kontroler skarbowy w Grądzyniu. 27 września 1849 r. kontroler urzędu skarbowego w Łęczycy, tam zmarł w szpitalu powiatowym 14 września 1865 r.